# Jeffrey Amestoy
Jeffrey Amestoy (* 24. Juli 1946 in Rutland, Vermont) ist ein US-amerikanischer Jurist und Politiker, der von 1985 bis 1997 Vermont Attorney General war.

## Leben
Amestoy wurde in Rutland, Vermont geboren. Er erwarb seinen Bachelor am Hobart College in Geneva, New York. Seinen Doktor machte er an der Hastings Law School, der University of California in San Francisco und den Master of Public Administration an der  John F. Kennedy School of Government der Harvard University. Er diente in der United States Army Reserve von 1968 bis 1974.
Er gehört der Republikanischen Partei von Vermont an und absolvierte von 1984 bis 1997 sieben Amtszeiten als Vermont Attorney General. Gouverneur Howard Dean ernannte Amestoy am 10. Januar 1997 zum Obersten Richter am Vermont Supreme Court. Er wurde der Nachfolger von Frederic W. Allen. In seiner Zeit als Oberster Richter verfasste er das Urteil des Obersten Gerichtshofes zum Fall Baker v. Vermont, 744 A.2d 864 (Vt. 1999), in welchem entschieden wurde, dass die Verweigerung des Staates gleicher Rechte für die Ehe gleichgeschlechtlicher Paare die Verfassung von Vermont verletzt. Das Gericht verpflichtete die Vermont General Assembly entweder eine Lösung zu schaffen, gleichgeschlechtliche Ehen zu ermöglichen, oder andere alternative Rechtsmechanismen zu schaffen, um ähnliche Rechte für gleichgeschlechtliche Paare einzuführen.
Amestoy ging am 16. Juni 2004 in den Ruhestand, sein Nachfolger als Oberster Richter wurde Paul L. Reiber.